# کریستین شاگس تاروکو
 کریستین شاگِس تاروکو ملقب به تیتی (زاده ۱۲ مارس ۱۹۸۸ در پلوتاس)،  بازیکن فوتبال برزیلی است که به عنوان مدافع میانی برای Göztepe SK در سوپر لیگ ترکیه بازی می‌کند. 
از تیتی به عنوان تانک نیرومند یاد می‌شود. او دارای القاب بسیاری از جمله نستای برزیلی (Brazilian Nesta) و یخچال (The Fridge) است. وی چپ پا است.

## افتخارات
واسکو دوگاما
- مسابقه قهرمانی سری بی برزیل: ۲۰۰۹

باهیا
- Campeonato Baiano: 2012